# Ле Дизес, Маривонн
Маривонн Ле Дизес (фр. Maryvonne Le Dizès; 25 июня 1940, Кемпер, Франция — август 2024) — французская скрипачка.
Окончила Парижскую консерваторию (1958). В 1962 году завоевала первую премию на Международном конкурсе скрипачей имени Паганини в Генуе.
Наиболее известна своей работой над новейшей музыкой: с 1978 года постоянно сотрудничала с Ensemble Intercontemporain, записала произведения Оливье Мессиана, Яниса Ксенакиса, Лучано Берио, Элиота Картера и других.
В 1977—2007 годах преподавала в региональной консерватории Булонь-Бийанкур.
Умерла в августе 2024 года в возрасте 84 лет